# Musca confiscata
Musca confiscata är en tvåvingeart som beskrevs av Speiser 1924. Musca confiscata ingår i släktet Musca och familjen husflugor. Inga underarter finns listade i Catalogue of Life.